# 源光寺 (大阪市)
源光寺（げんこうじ）は、大阪府大阪市北区豊崎にある浄土宗の寺院。山号は清淨瑠璃山。本尊は阿弥陀如来。

## 歴史
入江長者が娘の病を治した行基に土地を寄進し、747年（天平19年）に聖武天皇の勅願寺として開山し平生寺と称した。1124年（天治元年）、良忍が中興し、融通念仏宗に改め、念仏宗一派の本山とした。
1206年（建永元年）、勝尾寺から法然上人が四天王寺へ日想観を修するために赴く途中、行基ゆかりの寺の荒廃に「源をはづねてぞ知るこの寺の　光あまねき法のともしび」と詠み再興に尽力し、この歌から源光寺の名をとり、浄土宗に改めた。
1733年（享保18年）、源光寺の末寺である玉圓庵（現：玉圓寺）が尼寺として境内に創建された。

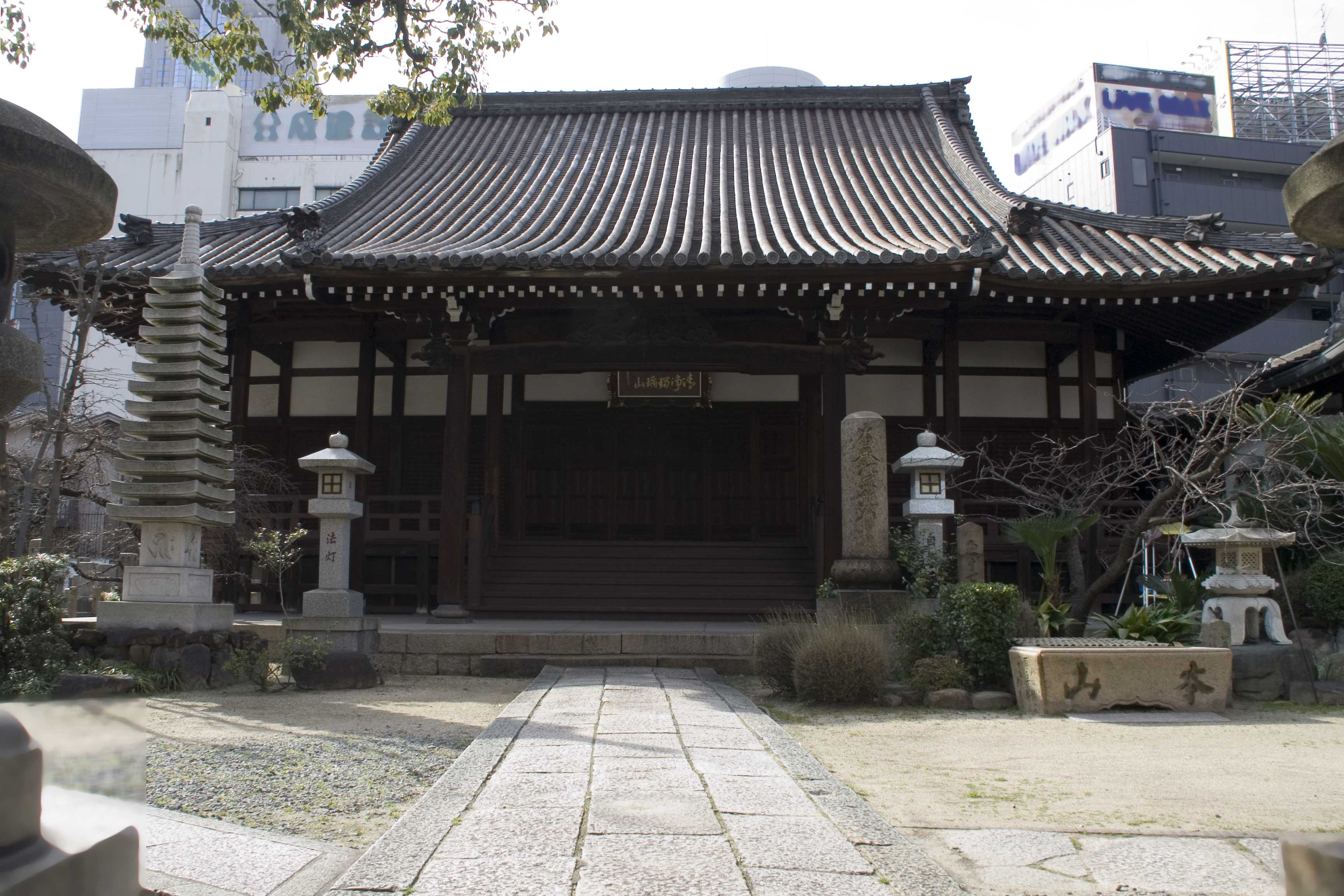
本堂

## 文化財
大阪府指定文化財
- 絹本著色 阿弥陀来迎図 - 鎌倉時代[4]

## 交通
- 阪神高速12号守口線「長柄出入口」より車で約5分。
- Osaka Metro谷町線「中崎町駅」より徒歩で約5分。
- 阪急電鉄「大阪梅田駅」より徒歩で約10分。